# Idioma etrusco
El etrusco fue un idioma hablado y escrito en Italia en la antigua región de Etruria (la actual Toscana) y en algunas partes de las actuales Lombardía, Véneto, y Emilia-Romaña (donde los etruscos fueron desplazados por los galos). Más adelante el latín reemplazó totalmente al etrusco, dejando solo unos pocos documentos, unos pocos préstamos lingüísticos en latín (e.g., persona del etrusco phersu), y algunos topónimos, como Parma.

## Historia y distribución geográfica
Los etruscos son uno de los pueblos indígenas de Italia, y vivían allí antes de la migración indoeuropea y de la llegada de los latinos alrededor del 1000 a. C. Heródoto (Historias I.94), sin embargo, describe a los tirrenos (en época de Heródoto, el nombre griego para los etruscos) como inmigrantes de Lidia al oeste de Anatolia, quienes, escapando de la hambruna, fueron conducidos a occidente por su líder Tirreno, para establecerse en Umbría. La alfabetización era bastante corriente, como puede verse por el gran número de cortas inscripciones (dedicatorias, epitafios etc.). Aunque, en el siglo I a. C., el historiador griego Dionisio de Halicarnaso destacó que el idioma etrusco era diferente a cualquier otro y que los etruscos tenían una rica literatura, lo cual fue destacado por los autores latinos.
Con el ascenso de la Antigua república romana, que conquistó Etruria, la hegemonía del latín aceleró el declive de la civilización etrusca, y hacia el 200 a. C., el etrusco ya había sido reemplazado por el latín, excepto quizás en alguna montaña aislada o zonas pantanosas.

Al final de la República, solo unos pocos romanos educados interesados en la antigüedad (como Varro) podían leer etrusco. La última persona conocida que, o bien era capaz de leer etrusco o bien recurrió a alguien que podía, fue el emperador romano Claudio (10 a. C.-54), quien escribió una historia etrusca, hoy perdida, y mencionó  (en la inscripción de Lyon) algunas influencias del etrusco sobre el latín. No existe, sin embargo, una prueba contundente de ello.
Tito Livio y Cicerón eran entendidos en los altamente especializados ritos religiosos etruscos que estaban codificados en varias colecciones de libros escritos en etrusco bajo el título latino genérico de Etrusca Disciplina. Los Libri Haruspicini trataban de la adivinación con las entrañas de animales sacrificados, los Libri Fulgurales exponían el arte de la adivinación mediante la observación de los rayos. Una tercera colección , los Libri Rituales, podía haber proporcionado la llave de la civilización etrusca: su amplio ámbito que abarcaba la vida política y social así como las prácticas rituales. Según el escritor latino del siglo IV Servio, existía una cuarta colección de libros etruscos, que trataba de dioses animales. Las autoridades cristianas recogieron obras del paganismo y las quemaron durante el siglo V; el único libro superviviente, Liber Linteus Zagrabiensis, fue escrito en lino, y sobrevivió únicamente al ser utilizado para envolturas de momias.
El etrusco tuvo alguna influencia sobre el latín. Una escasa docena de palabras fueron tomadas prestadas por los romanos y algunas de ellas pueden hallarse en los idiomas modernos.
El interés por las antigüedades etruscas y el misterioso idioma etrusco tuvieron su origen moderno  en un libro del fraile dominico, Annio da Viterbo, quien inspiró los frescos alegóricos de Pinturicchio para los apartamentos vaticanos del Papa Alejandro VI. En 1498 Annio publicó su miscelánea de titulada Antiquitatum variarum (en 17 volúmenes), donde expuso la  teoría de que los idiomas hebreo y etrusco procedían de una única fuente, un supuesto aramaico hablado por Noé y sus descendientes, fundadores de Viterbo. Annio empezó a excavar tumbas etruscas, desenterrando sarcófagos e inscripciones, e hizo un audaz intento de desciframiento del etrusco.

### Distribución geográfica
El etrusco fue hablado principalmente en noroeste y centro-oeste de Italia, en la región que hoy conserva su nombre, Toscana (del latín tuscī "etruscos"), como alrededor de Capua en Campania y en el valle del Po al norte de Etruria. También existen inscripciones etruscas en Cerdeña donde existieron asentamientos etruscos.
Es posible que existieran otros enclaves en el Mediterráneo. El lemnio usualmente considerado una lengua diferente, de hecho es una variante lingüística tan estrechamente emparentada al etrusco de Italia, que podría considerarse un dialecto divergente de dicha lengua hablado en Lemnos en el mar Egeo, frente a lo actualmente es Turquía.

## Clasificación

Lenguas tirrénicas.

El etrusco no muestra parentescos evidentes con otras lenguas mayores de la antigüedad, como el latín o el griego. Durante cierto tiempo se le consideró una lengua aislada como el vasco. Actualmente se cree que junto con otras lenguas menores forma la llamada familia tirrénica. Desde Rix (1998) es ampliamente aceptado que el rético y el lemnio junto con el etrusco son parte de esta familia tirrénica.
En su Naturalis Historia (siglo I), Plinio escribió sobre los pueblos alpinos: «Los retios y los vindelicios fronterizas con la de los nóricos, todos distribuidos en numerosas ciudades. Los galos mantienen que los retios descienden de los etruscos, por su líder Reto». Basado en esto y en datos lingüísticos está claro que el etrusco está relacionado con el rético. Sin embargo, más allá de estos hechos conocidos, hay un amplio debate.
Algunos eruditos actuales (Steinbauer 1999) han afirmado que el etrusco es parte de la gran familia tirrena y está remotamente relacionada con la familia indoeuropea, y citan similitudes en los finales gramaticales y el vocabulario. Nada puede ser determinado considerando la escasez de textos en general en etrusco. Por ahora muchos se muestran conservadores y consideran al tirreno aislado.

### Idiomas relacionados
Un idioma muy relacionado con el etrusco fue el que se habló en la isla de Lemnos antes de la invasión ateniense (siglo VI a. C.), acertadamente llamado lemnio. Una tablilla de piedra llamada estela de Lemnos fue encontrada allí con una escritura emparentada con el etrusco y datada sobre el 600 a. C. Se sabe que los lemnios hablaron este idioma debido a las piezas de cerámica con inscripciones escritas con este mismo alfabeto. Sin embargo, se desconoce cuándo o cómo, hablantes de este dialecto llegaron a esta isla.
Es probable que el rético, un idioma atestiguado en el norte de Italia, también esté emparentado con el etrusco, compartiendo con él algunas características comunes como inflexiones gramaticales y vocabulario, aunque el número de inscripciones en este idioma es pequeño.
La más notable inscripción en un idioma conocido por los lingüistas como el eteochipriota es el Amathus Bilingual, así llamado porque en ella aparece, parcialmente una versión traducida de un texto eteochipriota en el antiguo dialecto ático. Como el lemnio, guarda similitudes en el vocabulario y en la gramática con el etrusco y es probable que sea parte de la misma familia.
Cautelosamente, alguno nota una posible relación del minoico con el etrusco de la escritura Lineal A. Mientras que esto puede parecer atrevido para algunos, esta opinión podría estar perfectamente en consonancia con lo que cuenta Heródoto en Historias de que los etruscos procedían de Asia Menor, sugiriendo que una familia entera de idiomas extinguidos pudo haber existido otrora en la región que se extiende entre Grecia y las cercanas islas al oeste de Turquía. Ciertamente, esto vuelve a recordar la teoría propuesta por Beekes de un sustrato pregriego presente en algunas palabras griegas de oscuro origen "no indoeuropeo".
Con todo, la antigua opinión de que el etrusco es una lengua aislada puede tener apoyo. En la actualidad se clasifica frecuentemente al etrusco como parte de la familia lingüística tirrena, basada en el nombre griego para los etruscos, "Tyrrhenoi".

### Otras teorías menos aceptadas
Los estudiosos del etrusco consideran refutado que este idioma pudiera ser miembro de la rama indoeuropea de las lenguas anatolias, por el descubrimiento del idioma lemnio, el cual apoya Heródoto con un relato del origen oriental de los etruscos y de su idioma. Es más, el etrusco es muy diferente de las lenguas indoeuropeas, al tener la primera persona del singular en nominativo mi, entre las lenguas indoeuropeas *h1egô. Carece de desinencias pronominales, una clase temática de verbos terminados en *-e-, ablaut entre *e y *o en la raíz del verbo, y otras características claras que son específicas de la familia de lenguas indoeuropeas. Mientras que existe debate sobre el etrusco y la familia siendo relacionados con las lenguas indoeuropeas, el debate sobre si el etrusco es una lengua indoeuropea está muerto actualmente.
 No obstante el lingüista español Francisco Adrados ha vuelto a insistir en que hay un parentesco entre el indoeuropeo anatolio y el etrusco.
La oscuridad de las raíces del etrusco continúa atrayendo las investigaciones. Un reciente estudio del lingüista Mario Alinei (2003) ha propuesto la idea de que el etrusco pudo haber sido una forma arcaica del húngaro. La teoría de Alinei está basada en las similitudes entre ciertas palabras (nombres de magistraturas), la aglutinación, la armonía vocálica, la construcción del pronombre personal siempre que es usado con preposiciones, etc. Esta teoría no ha sido ampliamente aceptada en los círculos académicos, y ha sido rechazada por prácticamente todos los especialistas de lingüística comparada del urálico. Los críticos acusan al trabajo de Alinei de ser el producto de montones de comparaciones, una metodología que no es aceptada por la lingüística comparada.

## Descripción lingüística

### Fonología
En las tablas de abajo, las letras convencionales usadas para traducir el etrusco están acompañadas por su probable pronunciación con símbolos IPA dentro de corchetes seguidos por ejemplos del primer alfabeto etrusco que podría corresponder con dichos sonidos:

#### Vocales
El etrusco tenía un sistema vocálico simple formado por cuatro vocales distintas. No parece que hubiese distinción fonológica entre las vocales [o] y [u] que podrían haber sido simplemente alófonos de un único fonema, que sonaba más como [o] o más como [u] según los sonidos adyacentes. Esto se sigue del hecho de que en la escritura sólo se emplea un único símbolo para cubrir los préstamos del griego con [[o, u, ɔ]] (e.g. griego κωθων kōthōn > etrusco qutun "jarra").
|         | Anterior | Central  | Posterior |
| ------- | -------- | -------- | --------- |
| Cerrada | i [i]    |          | o [u, o]  |
| Abierta | e [e, ɛ] | a [ɐ, ɑ] | a [ɐ, ɑ]  |

#### Consonantes
El sistema consonántico etrusco distingue principalmente entre plosivas aspiradas y no aspiradas. Sin embargo, no diferencia entre sordas y sonoras, de tal forma que [b], [d] y [g] se confunden con [p], [t] y [k], respectivamente.
|              | Bilabial | Bilabial | Dental   | Dental   | Alveolar | Postalveolar | Palatal | Velar       | Velar  | Glotal |
| ------------ | -------- | -------- | -------- | -------- | -------- | ------------ | ------- | ----------- | ------ | ------ |
| Oclusivas    | p [p]    | φ [pʰ] Φ | t, d [t] | θ [tʰ] Θ |          |              |         | c, k, q [k] | χ [kʰ] |        |
| Fricativas   | f [φ]    | f [φ]    | s [s]    | s [s]    | s [s]    | ś [ʃ]        |         |             |        | h [h]  |
| Africadas    |          |          | z [ʦ]    | z [ʦ]    | z [ʦ]    |              |         |             |        |        |
| Nasales      | m [m]    | m [m]    | n [n]    | n [n]    | n [n]    |              |         |             |        |        |
| Laterales    |          |          | l [l]    | r [r]    |          |              |         |             |        |        |
| Aproximantes | v [w]    | v [w]    |          |          |          |              | i [j]   |             |        |        |

Basado en el estándar de ortografía de los escribas etruscos que aparece sin vocales o que tiene series de grupos que parecen fonéticamente imposibles de pronunciar, en palabras como cl "de este (gen.)" y lautn "hombre libre", es probable que la "m", "n", "l" y "r" fueran a veces escritas mediante resonantes silábicas. Así cl /kl̩/ y lautn /'lɑwtn̩/.
Rix postula varias consonantes silábicas, a saber /l, r, m, n/ y palatales /lʲ, rʲ, nʲ/, además de aspiradas labiovelares /xʷ/ y algunos eruditos como Mauro Cristofani que las aspiradas palatales mejor que las aspiradas, pero estas opiniones no son compartidas por la mayoría de los etruscólogos.

### Morfología
El etrusco es una lengua de tipo aglutinante, con caso morfológico.

#### Morfología nominal
Un nombre puede tener dos formas diferentes de número (singular/plural) y hasta cuatro casos diferentes (nominativo/acusativo, genitivo, dativo y locativo), aunque en los pronombres pueden existir hasta cinco casos al diferenciarse el nominativo del acusativo.

#### Morfología verbal
Los verbos en etrusco distinguen entre un modo indicativo y un modo imperativo. En cuanto al tiempo gramatical se ha identificado la diferencia entre formas de presente (no-pasado) y formas de pasado. Es posible que la oposición fuera de tipo aspectual más que temporal, y la oposición anterior fuera entre acciones inacabadas (aspecto imperfecto) y acciones acabadas (aspecto perfecto). Para las formas de pasado se ha encontrado también una diferencia entre voz activa y voz pasiva.

## Textos

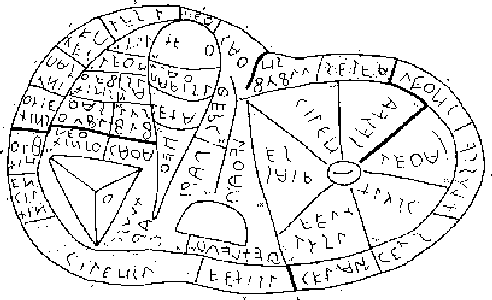
Dibujo de las inscripciones del hígado de Piacenza, ver arúspice.

Las principales evidencias de la lengua etrusca son epigráficas, que van desde el siglo VII a. C. hasta principios de la era cristiana. Conocemos unas 10000 de estas inscripciones, que son sobre todo breves y repetitivos epitafios o fórmulas votivas o que señalan el nombre del propietario de ciertos objetos. Aparte de este material contamos con algunos otros testimonios más valiosos:
1. El Liber Linteus o texto de Agram es el texto etrusco más largo con 281 líneas y unas 1300 palabras. Escrito en un rollo de lino, posteriormente fue cortado a tiras y utilizado en Egipto para envolver el cadáver momificado de una joven mujer; se conserva actualmente en el museo de Zagreb (probablemente cuando esto sucedió se consideraba que tenía más valor el rollo de lino que el propio texto, que paradójicamente hoy es nuestro mejor testimonio de la lengua; tal vez si no hubiera sido conservado como envoltura ni siquiera habría llegado hasta nosotros).
2. Algunos textos sobre materiales no perecederos como una tablilla de arcilla encontrada cerca de Capua de unas 250 palabras, el cipo de Perugia, escrito por dos caras y con 46 líneas y unas 125 palabras, un modelo de bronce de un hígado encontrado en Piacenza (unas 45 palabras).
3. Aparte de estos testimonios tenemos dos inscripciones interesantísimas más: la primera de ellas es la inscripción de Pyrgi, encontrada en 1964, sobre láminas de oro que presenta la peculiaridad de ser un texto bilingüe en etrusco y púnico-fenicio y que ha ampliado considerablemente nuestro conocimiento de la lengua. Un "libro" de láminas de oro unidas a anillos de oro fue expuesto en mayo de 2003 en el Museo de Historia Nacional de Sofía. Consiste en seis láminas unidas de oro de 24 quilates (100%) oro, con bajorrelieves de un jinete, una sirena, un arpa y soldados, con texto. Se afirmó que había sido descubierto hacia 1940 en una tumba destapada durante la excavación de un canal en el río Struma al suroeste de Bulgaria, mantenido en secreto y anónimamente donada por su propietario de 87 años, que vivía en Macedonia. El director del museo, Bojidar Dimitrov, confirmó su autenticidad con expertos búlgaros y de Londres. El lingüista búlgaro Vladimir Georgiev trabajó en la traducción del texto. La segunda de las inscripciones, resulta algo intrigante, ya que fue encontrada en la isla de Lemnos (N. del mar Egeo, Grecia) de unas 34 palabras, y que parece escrita en un dialecto diferente de los encontrados en Italia, tal vez esto sea sintomático de la presencia de colonias etruscas en otros puntos del Mediterráneo o bien se trate, como otros autores sostienen, de una lengua hermana del etrusco, el lemnio, aunque se considera que la presencia de una sola inscripción no nos aclara gran cosa.

Seguramente la inscripción de Pyrgi es la única inscripción etrusca razonablemente larga que podemos traducir o interpretar convenientemente gracias a que el texto púnico que parece ser una traducción casi exacta del texto etrusco es perfectamente traducible. Con respecto al acceso a las inscripciones, la mayoría de inscripciones etruscas conocidas y publicadas se hallan recogidas en el corpus inscriptionum etruscarum (CIE).
Helmut Rix y sus colaboradores compilaron la colección «Etruskische Texte», que presenta textos de manera unificada, esta colección incluye el texto más largo conocido en etrusco el Liber Linteus usado para envolturas de momias (actualmente en Zagreb) y la Tabula Capuana (la tablilla inscrita de Capua). El resto de inscripciones recuperadas les siguen, agrupadas según las localidades en las que fueron encontradas: Campania, Lacio, Falerii y Ager Faliscus, Veyes, Caere, Tarquinia, Ager Tarquinensis, Ager Hortanus, y finalmente, fuera de Italia, en la Galia Narbonense, en Córcega y en África del norte. Dos inscripciones de Cerdeña, publicadas en 1935, escaparon a Rix. Las menos exactamente identificadas les siguen, y por último inscripciones en pequeños objetos movibles: espejos de bronce y cistae (cajas), en gemas y en monedas. Continúan las inscripciones arqueológicas en etrusco en el interior de paredes y puertas de tumbas, estelas grabadas, urnas cinerarias, espejos y ofrendas votivas. Las inscripciones están muy abreviadas y con frecuencia despreocupadamente formadas, tanto que muchas cartas individuales están puestas en duda por los especialistas. Las tablillas de Pirgi son un corto texto bilingüe en etrusco y en fenicio y grabado en tres planchas de oro.

## Vocabulario
Debido a su aislamiento, hay pocas traducciones; sin embargo, podemos decir que sabemos cómo era pronunciado, ya que los hablantes etruscos usaban un alfabeto estrechamente relacionado con el alfabeto griego.
El valor de algunas palabras atestiguadas en muchas inscripciones cortas es conocido con certeza, ya que la corrección de su significado puede ser fácilmente verificada:
Pronombres

| Etrusco | Español                         |
| ------- | ------------------------------- |
| mi      | yo (nominativo)                 |
| mini    | me (acusativo)                  |
| uno     | 'él, ella'                      |
| en      | esto                            |
| ipa     | 'quién, que' pronombre relativo |

Términos de familia

| Etrusco                  | Español           |
| ------------------------ | ----------------- |
| apa                      | 'padre'           |
| ati                      | 'madre'           |
| clen / clan (pl. clenar) | hijo (sólo masc.) |
| sech                     | hija              |
| ruva                     | hermano           |
| nefts                    | sobrino           |

Términos del calendario

| Etrusco | Español                  |
| ------- | ------------------------ |
| avil    | 'año'                    |
| celi    | '[el mes de] septiembre' |
| tinś    | 'día'                    |
| tiur    | 'mes, luna'              |

Verbos comunes

| Etrusco | Español    |
| ------- | ---------- |
| am-     | 'ser'      |
| cer-    | 'hacer'    |
| tur-    | 'dar'      |
| zich-   | 'escribir' |
| lupu-   | 'morir'    |
| svalce- | 'vivir'    |
| mul-    | 'donar'    |
| tur-    | 'dedicar'  |

Los números etruscos son conocidos aunque el debate persiste acerca de qué número significa "cuatro" y cuál "seis" (huth o śa). Gracias a la vecindad del latín, con una docena de préstamos lingüísticos del etrusco que han sobrevivido, muchas de ellas relacionadas con la cultura, como elementum (carta), litterae (escritura), cera (cera), arena, etc. algunas de estas palabras pueden hallarse en los idiomas modernos, especialmente en Lenguas romances. De algunas palabras españolas derivadas del latín — e.g. persona, población — existe la teoría, de que su origen es etrusco.

### Comparación léxica
El siguiente cuadro compara algunas palabras etruscas con otras familias lingüísticas de Europa y alrededores:
| GLOSA    | Etrusco | PROTO- EUSKERA[9]      | PROTO- SEMÍTICO | PROTO- INDOEUROPEO | PROTO- FINOÚGRIO | PROTO- CAUCÁSICO NOROCCIDENTAL | PROTO- CAUCÁSICO NORORIENTAL |
| -------- | ------- | ---------------------- | --------------- | ------------------ | ---------------- | ------------------------------ | ---------------------------- |
| 'uno'    | thu     | *bade                  | *(ʔa)ħad-       | *oinos             | *wiktë           | *za                            | *cʰa                         |
| 'dos'    | z(a)l   | *bi-ga                 | *θin / *θnat    | *dwō               | *käktä           | *t’qʷ’a                        | *qʷ’a                        |
| 'tres'   | ci      | *(h)er-ahur            | *śalāθ          | *trey-s            | *kolme           | *λ:ə                           | *ɬeb                         |
| 'cuatro' | sa      | *larr-ahur             | *ʔarbaʕ         | *kwetwor           | *ńeljä           | *p’λ’a                         | *əmq(ʷ)’i                    |
| 'cinco'  | makh    | *bortz(e)              | *ḫamš-          | *penkwe            | *witte           | *sx̂ʷə                          | *x̂ʷə                         |
| 'seis'   | huth    | *sei                   | *šidθ           | *s(w)eks           | *kuðʲtɨ          | *ɬʷə                           | *renɬə-                      |
| 'siete'  | semph   | *zazpi <*bortzaz-bi(?) | *sabʕa          | *septm             | *śećɨm           | *bδə                           | *u̯ərδ                        |
| 'ocho'   | cezp    | zortzi                 | *θamān-         | *oktō              | (*käk-deśa)      |                                | *mbərδ                       |
| 'nueve'  | nutph   | *bade-(e)ratzi         | *tišʕa          | *newn              | (*wik-deśa)      | *bğʷʲə                         | *wərč’                       |
| 'diez'   | śar     | *hanbar                | *ʕaśr           | *dekm              | (*deśa), *loke   | *bć’ʷə                         | *wəc’                        |
| 'padre'  | apa     | aita (mod.)            | *ʔabu           | *pāter             | *iśä             |                                |                              |
| 'madre'  | ati     | *anba                  | *ʔummu          | *māter             | *emä             |                                |                              |
| 'hijo'   | clan    | *senbe                 | *waladu         | *sūnus             |                  |                                |                              |
| 'dios'   | ais     | *(j)ain(ko)            | *ʔal-           | *deywos            | *iumal           |                                |                              |
Los términos entre paréntesis indican palabras que se cree son préstamos de otras lenguas.

## Sistema de escritura
El alfabeto latino que es usado en español debe su existencia al sistema de escritura etrusco, el cual fue adoptado por los latinos en la forma del antiguo alfabeto itálico. El alfabeto etrusco emplea una variante eubea del alfabeto griego usando la letra digamma (o "F") y es la final derivada de la escritura semítica occidental.